# یال قشلاق
یال قشلاق (به لاتین: Yalqışlaq) یک منطقه مسکونی در جمهوری آذربایجان است که در شهرستان گوی‌گول واقع شده است. یال قشلاق ۳۲۵ نفر جمعیت دارد.